# Kurt Erdmann (historien de l'art)
Pour les articles homonymes, voir Kurt Erdmann.
Kurt Erdmann, né le 9 septembre 1901 à Hambourg et mort le 30 septembre 1964 à Berlin, est un historien de l'art allemand spécialisé dans l'art sassanide et les arts de l'Islam. Il est surtout connu pour ses travaux scientifiques sur l'histoire du tapis oriental, qu'il a établi comme sous-spécialité dans sa discipline scientifique. De 1958 à 1964, Erdmann a été directeur du musée de Pergame de Berlin. Il fut l'un des protagonistes de l'« école berlinoise » d'histoire de l'art islamique.

## Biographie
Il commence à étudier la littérature allemande en 1919, mais développe rapidement un intérêt plus important pour l'histoire de l'art européen. Sa thèse de PhD en 1927, dirigée par Erwin Panofsky, portait sur l'architecture européenne. Il a ensuite suivi un apprentissage au musée d'État de Berlin, où il a été invité par Friedrich Sarre à participer aux travaux de sa publication, en collaboration avec Hermann Trenkwald, sur les anciens tapis orientaux. Tout au long de sa carrière, l'intérêt scientifique d'Erdmann pour les tapis orientaux est resté.
De 1958 à 1964, Erdmann a été directeur du Musée d'art islamique de Berlin, un département des musées d'État de Berlin, aujourd'hui le musée de Pergame. Il a également travaillé comme professeur aux universités de Berlin, Hambourg, Bonn, Le Caire et Istanbul (1951-1957). Erdmann était membre de l'Institut archéologique allemand. En tant que chef du Musée du Pergame de Berlin, il était responsable de la reconstruction des collections du musée de Berlin après la Seconde Guerre mondiale. L'édification du mur de Berlin a encore perturbé les collections des musées de la ville divisée. Erdmann a travaillé sur la planification du nouveau musée d'art islamique, puis à Dahlem, Berlin-Ouest, jusqu'à sa mort.

## Travail
Kurt Erdmann était le quatrième d'une succession de directeurs du musée des Arts Islamiques, aujourd'hui le musée de Pergame, à Berlin. Fondé par Wilhelm von Bode, dont les travaux furent poursuivis par Friedrich Sarre et Ernst Kühnel, ils furent les protagonistes de "École berlinoise" de l'Histoire de l'Art Islamique. Cette école scientifique a développé la méthode de datation "terminus ante quem", basée sur des reproductions de tapis orientaux dans la peinture de la Renaissance.
Erdmann a été le premier à décrire les "quatre couches sociales" de la production de tapis (nomade, village, ville et cour de justice). Il a reconnu les traditions des tapis villageois et nomades comme une tradition artistique distincte en soi, et a décrit le processus de stylisation par lequel, au fil du temps, des dessins et des motifs manufacturés élaborés ont été intégrés dans le village et les traditions de tissage nomades. Jusqu' à ce qu'Erdmann publie ses études, les historiens de l'art influencés par l'école viennoise du XIXe siècle autour du musée de Pergame comprenaient le processus de migration des modèles de la cour et de la ville vers le village et le nomade comme une dégénérescence. Par conséquent, les historiens de l'art se sont davantage concentrés sur les tapis manufacturés élaborés, qu'ils considéraient comme les plus authentiques. Erdmann a été parmi les premiers à attirer l'attention sur les tapis villageois, tribaux et nomades en tant que forme d'expression artistique distincte et authentique.
Erdmann a également établi l'analyse structurelle comme un moyen de déterminer le cadre historique des traditions de tissage de tapis dans le monde islamique. Erdmann a d'abord décrit le remplacement des ornements floraux et foliaires par des motifs géométriques, et la substitution de l'ancienne "répétition infinie" par de grandes compositions centrées d'ornements, qui se produisaient au cours du tournant entre le XVe et le XVIe siècle, qu'Erdmann appelait la "révolution du dessin de tapis".
 Son travail au musée de Berlin a donné lieu à des publications sur des groupes et des œuvres individuelles d'art préislamique et islamique, y compris des descriptions détaillées des acquisitions faites par le Musée de Berlin. Les livres d'Erdmanns sont toujours cités par les manuels actuels sur les tapis orientaux.

## Principales publications

### En anglais
- Oriental Carpets: An Essay on their History. New York, 1960[6]
- Carpets East Carpets West. Saudi Aramco World, 1965, p. 8–9.
- Seven Hundred Years of Oriental Carpets. Londres, 1970[7].
- The History of the Early Turkish Carpet. Londres, 1977[8]

### En allemand
- Persische Teppiche der Safawidenzeit. Pantheon  Nr. 5, 1932, p. 227–231
- Die sasanidischen Jagdschalen. Untersuchungen zur Entwicklung der iranischen Edelmetallkunst unter den Sasaniden. Jahrbuch der Preussischen Kunstsammlungen  Nr. 57, 1936, p. 193–232.
- Eine unbekannte sasanidische Jagdschale. ibid., Nr. 59, 1938, p. 209–217.
- Zur Chronologie der sasanidischen Jagdschalen.  ZDMG  Nr. 97, 1943, p. 239–283.
- Das Datum des Tāḳ-i Bustān. Ars Islamica Nr. 4, 1937, p. 79–97.
- Zur Deutung der iranischen Felsreliefs.  Forschungen und Fortschritte Nr. 18, 1942, p. 209–211.
- Sasanidische Felsreliefs — Römische Historienreliefs. Antike und Abendland  Nr. 3, de Gruyter, 1948
- Die Entwicklung der sassanidischen Krone. Ars Islamica  Nr. 15/16, 1951, p. 87–123
- Der türkische Teppich des 15. Jahrhunderts. Istanbul 1954. En allemand et turc
- K.E. and Hanna Erdmann: Das anatolische Karavansaray des 13. Jahrhunderts. Gebrüder Mann, Berlin 1976
- Die universalgeschichtliche Stellung der sasanidischen Kunst. Saeculum  Nr.1, 1950, p. 508–534
- Die Kunst Irans: Zur Zeit der Sasaniden. Florian Kupferberg, Berlin 1943; 2nd ed. Kupferberg Verlag, Mayence 1969.
- Persepolis: Daten und Deutungen. MDOG zu Berlin 92, 1960, p. 31–47.
- Die Keramik von Afrasiyab. Berliner Museen Nr. 63, 1942, p. 18–28;
- Islamische Bergkristallarbeiten. Jahrbuch der Preussischen Kunstsammlungen  Nr. 61, 1940, p. 125–146;
- Neue islamische Bergkristalle. Ars Orientalis  Nr. 3, 1959, p. 201–205
- Keramische Erwerbungen der Islamischen Abteilung 1958–1960. Berliner Museen,  Nr. 10, 1961, p. 6–15;
- Neuerworbene Gläser der Islamischen Abteilung 1958–1961. ibid., 11, 1961,  p. 31–41
- Orientalische Teppiche aus vier Jahrhunderten. Ausstellung im Museum für Kunst und Gewerbe, Hamburg, 22. August bis 22. Oktober 1950. Hambourg 1950.
- Arabische Schriftzeichen als Ornamente in der abendländischen Kunst des Mittelalters. Abhandlungen der Akademie der Wissenschaften und der Literatur in Mainz. Geistes- und sozialwissenschaftliche Klasse. Jahrgang 1953. Nr. 9. p. 467–513.
- Der orientalische Knüpfteppich: Versuch einer Darstellung seiner Geschichte.  Verlag Ernst Wasmuth, Tübingen 1955;
- Der türkische Teppich des 15. Jahrhunderts. Istanbul 1957.
- Europa und der Orientteppich. Verlag, F. Kupferberg, Berlin/Mayence 1962.
- K.E. et Peter W. Meister: Kaukasische Teppiche. Exhibition catalogue Museum für Kunsthandwerk, Francfort 1962.
- Siebenhundert Jahre Orientteppich: Zu seiner Geschichte und Erforschung. Hanna Erdmann, ed., Bussesche Verlagshandlung, Herford 1966.
- Iranische Kunst in deutschen Museen. Hanna Erdmann (ed. posthumously), F. Steiner, Wiesbaden 1967.